# 11′09″01 – September 11
11′09″01 – September 11 ist ein internationaler Episodenfilm über das Attentat auf die Türme des früheren World Trade Centers in New York am 11. September 2001. Produziert wurde er durch den französischen Filmproduzenten Alain Brigand.

## Beschreibung
Die Produzenten baten elf bekannte Filmemacher rund um die Welt, einen Kurzfilm über die Katastrophe und ihre Eindrücke dazu zu drehen. Die Regisseure unterlagen dabei keinerlei Beschränkung bezüglich Inhalt oder Form. Die einzige Bedingung war die Länge des Beitrags: sie sollte 11 Minuten, 9 Sekunden und 1 Bild betragen. Im Titel wird durch die Schreibweise eines „Filmers“ – 11′09″01 – daraus das Datum der Anschläge in Manhattan (New York City).
Die Filme der Kompilation erlauben den Zusehenden, über unterschiedlichste Themen, politische Ideen und ästhetische Vorstellungen zu reflektieren. Sie produzieren auf diese Weise gleichzeitig ein komplexes Bild der Realität, das diesem Thema und seinen mannigfachen Interpretationen gerecht zu werden versucht.

## Die einzelnen Episoden

### Iran
In einem afghanischen Flüchtlingslager im Iran versucht eine Lehrerin, die Kinder über den Anschlag zu informieren. Als sie jedoch danach fragt, ob jemand etwas über die große Katastrophe weiß, erzählt ein Junge von dem Mann, der in den Brunnen fiel und starb und ein Mädchen von ihrer Tante, die gesteinigt wurde. Die Lehrerin ist nicht in der Lage, den Kindern die Bedeutung der Ereignisse zu vermitteln, und wieso sie eine Schweigeminute halten sollen, verstehen sie auch nicht. Regie führte Samira Makhmalbaf.

### Frankreich
Eine gehörlose Französin lebt in New York mit einem Fremdenführer zusammen, den sie verlassen will. Während sie den Abschiedsbrief schreibt, stürzen die Türme zusammen, was sie aber aufgrund ihrer Behinderung nicht bemerkt. Dass etwas geschehen ist, erfährt sie erst durch den Anblick ihres schockierten, mit Staub bedeckten Freundes. Regie führte Claude Lelouch.

### Ägypten
Ein Filmemacher reflektiert über die Katastrophe anhand von Visionen über einen Soldaten und einen Selbstmordattentäter. Regie führte Youssef Chahine.

### Bosnien-Herzegowina
In Bosnien-Herzegowina veranstalten Frauen jeden Montag eine Demonstration, um an ihre verschwundenen Männer zu erinnern. An diesem Tag scheint diese Demonstration jedoch keinen Sinn mehr zu haben. Regie führte Danis Tanović.

### Burkina Faso
Mitten in Burkina Faso glaubt ein Junge, der für seine kranke Mutter und den Schulbesuch dringend Geld benötigt, den gesuchten Osama Bin Laden gesichtet zu haben. Weil er und seine Freunde sich das vermeintlich hohe Kopfgeld sichern möchten, versuchen sie den Mann auf eigene Faust gefangen zu nehmen. Regie führte Idrissa Ouédraogo.

### Großbritannien
Ein Dissident der chilenischen Pinochet-Junta schreibt einen Brief aus dem britischen Exil an das amerikanische Volk und erinnert an den Sturz des demokratisch gewählten Sozialisten Salvador Allende an einem 11. September. An diesem Sturz, auf den eine Militärdiktatur in Chile folgte, war das amerikanische Militär wesentlich beteiligt. Regie führte Ken Loach.

### Mexiko
Über einen fast schwarzen Bildschirm werden die Fernsehkommentare geschaltet, die aufgrund der Konzentration auf die Akustik eine besondere Wirkung entfalten. Regie führte  Alejandro González Iñárritu.

### Israel
In Tel Aviv, Israel gibt es einen Anschlag mit einer Autobombe. Eine Fernsehjournalistin versucht eine Live-Übertragung herzustellen, aber dann interessiert sich niemand mehr dafür, da es in New York ebenfalls einen Anschlag gab. Der Film wurde in einer einzigen Einstellung, ohne Schnitt gedreht. Regie führte Amos Gitai.

### Indien
Ein indischstämmiger Amerikaner, der nach dem 11. September verschwunden ist, wird verdächtigt, an dem Anschlag beteiligt gewesen zu sein. Seine Mutter, die das nicht glaubt, wird von ihrer Umgebung geschnitten, bis sich herausstellt, dass ihr Sohn als Held starb. Regie führte Mira Nair.

### USA
Ein alter US-amerikanischer Witwer (gespielt von Oscar-Preisträger Ernest Borgnine) lebt in der Erinnerung an seine verstorbene Frau. Als die Türme einstürzen und dadurch keinen Schatten mehr auf das Fensterbrett seiner Wohnung werfen, beginnen ihre Blumen wieder zu blühen. Regie führte Sean Penn.

### Japan
Ein japanischer Mann, der im Zweiten Weltkrieg als Soldat gekämpft hat, entscheidet sich nach seiner Rückkehr in sein Dorf, das Leben einer Schlange statt eines Menschen zu leben. In einer Rückblende wird er auf dem Schlachtfeld von einem Kameraden gedemütigt, der vom „Heiligen Krieg“ spricht. Regie führte Shohei Imamura.

## Kritik
„Keine Reportage, die Täter benennen und mit den Opfern mitleiden möchte oder auch nur könnte, sondern ein Beitrag, der in seiner Sprachlosigkeit dem Geschehen angemessener erscheint als manche noch so gut gemeinte Fernsehdokumentation.“